# 라쇼몬 (소설)

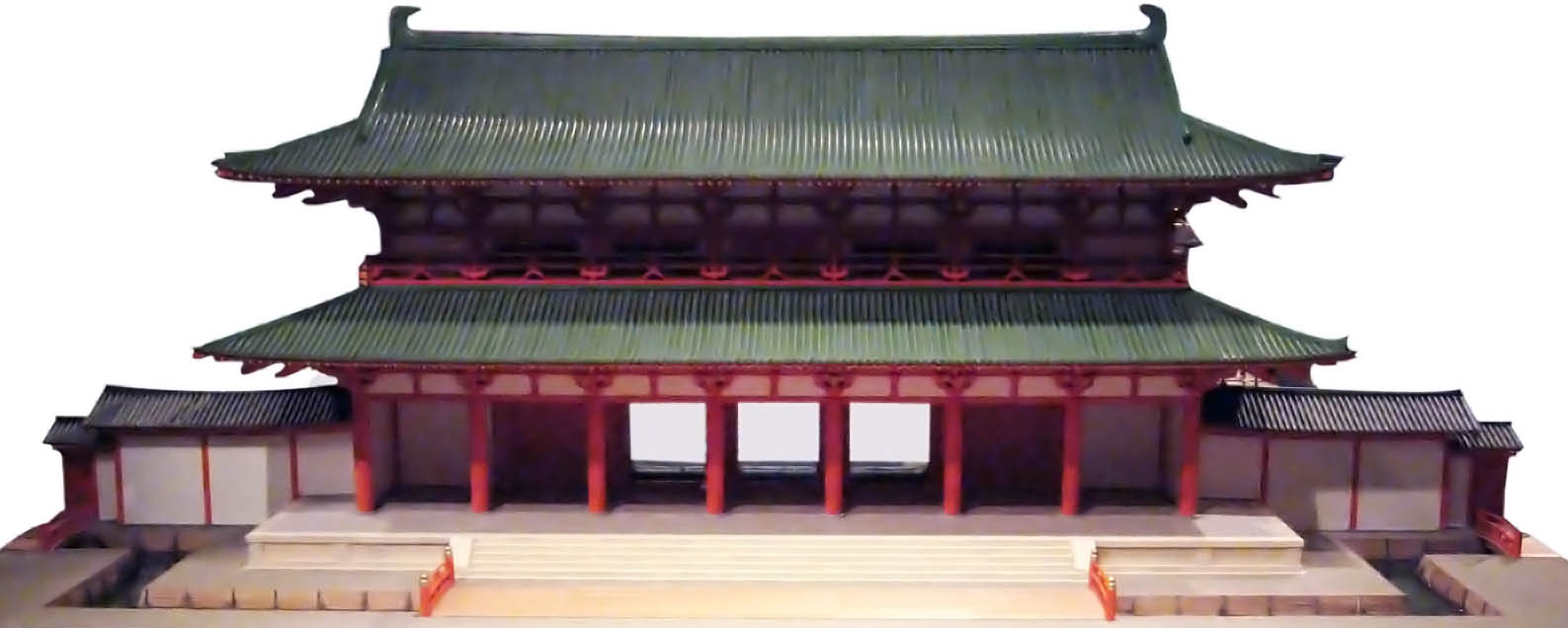
라조몬 복원 모형

《라쇼몬》(羅生門, 나생문)은 일본 소설가 아쿠타가와 류노스케가 초기에 쓴 1915년작 단편 소설이다. 〈곤자쿠모노가타리슈〉의 「羅城門登上層見死人盗人語第十八」를 소재로 하였다. 라쇼몬은 스자쿠 대로에 있는 헤이안쿄의 정문, 라조몬(羅城門)을 의미한다.

## 줄거리
주인에게서 해고당한 하급 무사가 비가 내리고 있는 황폐한 라조몬의 아래에서 어찌할 바를 모르고 있다. 이대로 도적이 될까라고 생각하면서도 단행하지 못한다. 라쇼몬 위 누각으로 들어가자, 사람의 기척이 난다. 그것은 나쁜 일이라고 인식하고 있지만 생활하기 위한 양식을 얻기 위해 죽은 사람의 머리카락을 뽑는 노파였다. 그녀는 그것을 자신이 살기 위해서이며, 여기 죽은 사람도 생전에 살기 위해 악을 저질렀으니 머리카락을 뽑는 것을 용서해 줄 거라고 말한다. 노파의 행위에 대해 정의에 불탄 하급 무사였지만 그 말을 듣고 결심하여 노파의 옷을 빼앗는다. 그리고 "나도 이렇게 하지 않으면 굶어 죽을 몸이다."라고 말을 남기고 칠흑의 어둠 속으로 사라져 갔다. 하인의 행방은 아무도 모른다.

## 개요
도쿄 대학 재학 중 무명 작가 시절인 1915년 11월 잡지 《제국 문학 (帝国文学)》에 발표하였다. 연도에 대해서는 『신사조』에 첫 작품인 단편 「노년 (老年)」을 발표했고, 다음 해에는 같은 시기에 구상한 《코》를 같은 잡지에 발표하였다. 1917년 5월에는 《코》《마죽(芋粥)》의 단편과 같이 제 1 단편집『羅生門』이란 제목으로 출판, 1922년에 출판된 선집(選集)『沙羅の花』에도 수록되어 있다. 살기 위해 악이라도 하는 인간의 에고이즘을 자세히 묘사했으며 또한 작가의 해석을 더한 작품으로 유명하다.
최후의 마지막 한 문장은 변경되었다. 《제국 대학》에서 첫 출판 당시 '하인은 이미, 비를 무릅쓰고 교토에 강도짓을 하러 서두르고 있었다.'로 되어 있으며 단편집에서는'하인은 이미 비를 무릅쓰고 교토에 강도짓을 하러 서두르고 있었다.'라고 되어 있다. 현재는 '하인의 행방은 아무도 모른다.'로 되어 있다.
또한, 구로사와 아키라의 영화 《라쇼몽》은 1922년에 발표된 단편 소설 "덤불 속(藪の中)"을 원작으로 하고 있지만, 이 작품의 무대 배경, 옷을 빼앗는 에피소드를 채용하고 있다.